# Бруно Галлер
Бруно Галлер (нім. Bruno Galler; нар. 21 жовтня 1946, Баден, Аргау) — швейцарський футбольний арбітр міжнародного класу (з 1977 року); один з найкращих суддів в історії Швейцарського футбольного союзу; Як головний арбітр провів загалом понад 60 матчів міжнародного рівня, найважливіші з них — Суперкубок Європи (1982), фінал Кубка УЄФА (1984) і Кубка володарів кубків (1990); вершиною кар'єри стало суддівство у фіналі Чемпіонату Європи 1992 року, а вже за рік сорокашестирічний арбітр вийшов на пенсію.

## Кар'єра
Кваліфікаційний іспит арбітра футбольних матчів здав в 1964 році. З 1974 судив матчі вищої ліги чемпіонату Швейцарії. У 1977 році отримав кваліфікацію міжнародного арбітра і з 1978 року брав участь у жеребкуваннях суддів за списками ФІФА. Почавши помічником, швидко просунувся вгору кваліфікаційного списку і в 1982 році брав участь в чемпіонаті світу, що проходив у Іспанії, де судив зустріч у груповому турнірі «ФРН — Чилі» (4:1; 2 жовтих картки у Чилі). У тому ж році судив перший з двох матчів Суперкубка Європи «Барселона — Астон Вілла» (1:0), — примітно, що в цьому матчі, який проходив у Барселоні, обійшлося без попереджень, у той час як у матчі, що проходив у Бірмінгемі, який судив бельгієць А. Понне[en], — 10 попереджень та три вилучення.
Надалі став активним арбітром єврокубків: провів 18 матчів у Кубку УЄФА, 16 — в Лізі чемпіонів і 12 — у Кубку володарів кубків; судив відбіркові матчі Чемпіонатів світу 1982 і 1986 років і Європи 1988 і 1992 років, а також матчів матчі молодіжного чемпіонату Європи (1986 і 1990) і сім товариських матчів між національними збірними.
Бруно Галлер був першим рефері-іноземцем, який відсудив два матчі німецької Бундесліги (в 1981 і 1982 роках).
За час суддівства Бруно Галлер в 50 матчах виніс гравцям не менше 50 попереджень, 4 гравців видаляв з поля і призначав пенальті не менше 12 разів.

## Інциденти в суддівстві
- 27 вересня 1989 року на стадіоні «De Meer» в Амстердамі, під час вирішального матчу першого раунду Кубка УЄФА «Аякс» — «Аустрія», в додатковий час, за рахунку 1:1, вболівальники «Аякса» стали кидати на поле шматки будівельної арматури, які лежали на трибунах через ремонт арени; один з уболівальників, жбурнувши арматуру, влучив у спину воротарю «Аустрії», Францу Вольфарту, і нібито поранив його [Архівовано 31 березня 2015 у Wayback Machine.]. Суддя Бруно Галлер вирішив зупинити матч. В результаті «Аяксу» зарахували поразку й усунули від ігор УЄФА на 2 роки (згодом мораторій був скорочений до 1 року), а вболівальник, який кинув залізяку, був засуджений до 5 місяців тюремного ув'язнення[7].

- 20 квітня 1988 року, відразу після фінального свистка в півфіналі Ліги чемпіонів, в матчі «Реал» — ПСВ, гравець «Реала» Мічел поліз у бійку з Бруно Галлером, за що був дискваліфікований на 9 турів[8].

- Після фіналу чемпіонату Європи 1992 року, в якому Данія потрапила на чемпіонат майже випадково (замість Югославії), виграла у Німеччині з рахунком 2:0, Галлеру дорікали, що він не зупинив гру після порушення під час атаки данців, після чого було забито перший гол, а також не призначив пенальті данцям за гру рукою. На звинувачення Галлер відповів, що в першому випадку гру не зупинив, тому що буквально перед цим він не став штрафувати німців за таке ж дрібне порушення, а в другому випадку був і залишається впевненим, що гри рукою не було — данський гравець зіграв грудьми або підборіддям[9]. «Der Schiedsrichter hat eine andere Wahrheit» («А ще є істина суддівська»), — любив казати Бруно Галлер[3].